# Julián Muñoz
Pour les articles homonymes, voir Muñoz.
Muñoz  Palomo est un nom espagnol. Le premier nom de famille, en général paternel, est Muñoz ; le second, en général maternel, souvent omis, est Palomo.
Julián Muñoz, de son nom complet Julián Felipe Muñoz Palomo, né le 24 novembre 1948 à El Arenal (Castille-et-León) et mort le 24 septembre 2024 à Marbella (Andalousie), est un homme politique espagnol.
Membre du Parti socialiste ouvrier espagnol (PSOE) puis du Groupe indépendant libéral (GIL), il est maire de Marbella de 2002 à 2003. À partir de 2006, il est condamné à plusieurs reprises pour corruption et détournement de fonds.

## Biographie

### Situation personnelle
Divorcé et père de deux filles, Julián Muñoz entretient entre 2003 et 2009 une relation avec la chanteuse et actrice Isabel Pantoja, veuve du matador Paquirri,.

### Parcours politique
Engagé au PSOE avant 1991, il entre en politique au côté de Jesús Gil, dont il figure en sixième position sur la liste à Marbella lors des élections municipales de 1991. Élu conseiller municipal, il est réélu en 1995 et 1999.
Après la démission de Jesús Gil, il est élu maire de Marbella le 2 mai 2002. Lors des élections municipales de 2003, il conduit la liste du Groupe indépendant libéral (GIL) qui obtient 47,09 % des suffrages et la majorité absolue des sièges — 15 élus sur 27 — au conseil municipal. Julián Muñoz est réélu maire de Marbella le 14 juin 2003. Deux mois plus tard, le 13 août, il perd la mairie, après l'adoption d'une motion de censure présentée par sept élus municipaux dissidents du GIL. Remplacé par Marisol Yagüe, il quitte le conseil municipal de Marbella.

### Affaire Malaya
En juillet 2006, Julián Muñoz est arrêté dans le cadre de la seconde partie de l'enquête sur l'affaire Malaya, un important réseau de blanchiment d'argent et corruption urbanistique à Marbella, dans lequel sont impliquées plusieurs personnalités ayant participé à la gestion municipale du GIL. Il sort de prison le 17 octobre 2008.
En 2013, il est condamné à sept ans puis à nouveau à deux ans de prison par l'Audience provinciale de Malaga (es) pour fraude et détournement de fonds, dans l'affaire Malaya,. Son ex-compagne Isabel Pantoja est également condamnée. Pour des raisons de santé liées à son diabète de type 1, il est incarcéré au centre d'insertion sociale d'Algésiras à partir de mai 2016.

### Mort
Julián Muñoz meurt le 24 septembre 2024 à Marbella, à l'âge de 75 ans.

## Détail des mandats et fonctions
- Maire de Marbella (2002-2003).
- Conseiller municipal de Marbella (1991-2003).